# Doliops coriticoi
Doliops coriticoi es una especie de escarabajo del género Doliops, familia Cerambycidae. Fue descrita científicamente por Cabras & Barševskis en 2016.
Habita en Filipinas. Los machos y las hembras miden aproximadamente 13 mm. El período de vuelo de esta especie ocurre en el mes de mayo.